# Francisco González Sarrià
Francisco González Sarrià (Alcoi, 1959), conegut simplement com a Francisco, és un cantant valencià.
Francisco es dona a conèixer al món de la música als anys 70 del segle XX com Frango, nom compost per les primeres lletres del seu nom i cognom. Amb només 18 anys participa per primera vegada i guanya a un festival de cantants joves a Bugarra (Serrans). També participa en altres concursos i certamens com el de la Fira de Mostres de València o al concurs televisiu de Gente joven de Televisió Espanyola (TVE) en el queda en segona posició.
En els primers moments de la seua carrera, fou impulsat pel també cantant alcoià Camilo Sesto que produeix el primer treball discogràfic de Francisco, a més de compondre algunes cançons i cantar els cors. El seu primer gran èxit i el llançament a la fama li arriba en 1981, quan participa amb la cançó "Latino" en el Festival de la OTI, celebrat a Mèxic, el que l'impulsa a enregistrar 3 discos més ("Cariño mío" el 1982, "A vueltas con el amor" el 1984 i "Por puro amor" el 1985). També inicia una gira per tot Espanya el 1986 amb el pianista Augusto Algueró cantant tant cançons pròpies com temes de Nino Bravo o Frank Sinatra.
La segona meitat de la dècada de les vuitanta suposa una davallada en la seua vida artística i personal, malgrat l'èxit arribat: problemes sentimentals, un accident de tràfic i fins i tot algun problema amb la justícia. Es trasllada als Estats Units, on grava un treball amb cançons de Manuel Alejandro ja popularitzades per cantants com Raphael, Rocío Jurado o Julio Iglesias, gravat en forma de popurrí.
Al començament dels noranta, s'instal·la a Barcelona per a rebre una disciplinada educació lírica, participant amb la soprano Montserrat Caballé en importants teatres. A Espanya, la seua presentació com intèrpret líric té lloc en la celebració del desè aniversari del Palau de la Música Catalana.
En 1992 torna a representar a Espanya en el Festival de la OTI, que es va celebrar a València, on de nou s'alça com el gran triomfador, amb la cançó "A dónde voy sin ti", del seu treball "Bandera blanca". Altres dels grans èxits de Francisco és la seua versió de l'Himne de l'Exposició del mestre Serrano.
El 2015 es posicionà contra l'independentisme.